# Джадо (плато)
Джадо (фр. Djado) — плато в пустыне Сахара, на северо-востоке Нигера.
Высота до 1042 м. Известно наскальной живописью в пещерах (чаще всего изображения давно исчезнувших млекопитающих). Сейчас большая часть территории плато не заселена, есть покинутые населённые пункты и форты, в частности руины одноимённого города. На территории плато расположена одноимённая коммуна.
Плато покрыто пустыней, где только в сезон дождей на короткое время распускаются травянистые растения.
Плато и крепость Джадо 26 мая 2006 г. были включены в предварительный Список всемирного наследия ЮНЕСКО.
В 2014 году на плато были найдены два месторождения золота.